# متوکسی آراچیدونیل فلوروفسفونات
متوکسی آراچیدونیل فلوروفسفونات (به انگلیسی: Methoxy arachidonyl fluorophosphonate) با فرمول شیمیایی C21H36FO2P یک ترکیب شیمیایی با شناسه پاب‌کم 10429254 است. که جرم مولی آن ۳۷۰٫۵ گرم بر مول می‌باشد. 